# 823년

## 연호
- 당(唐) 장경(長慶) 3년
- 일본(日本) 고닌(弘仁) 14년

## 기년
- 당(唐) 목종(穆宗) 3년
- 신라(新羅) 헌덕왕(憲德王) 15년
- 발해(渤海) 선왕(宣王) 6년

## 탄생
- 6월 13일 - 카를 2세, 신성 로마 제국 황제.